# Marc Duret
Marc Duret es un actor francés, más conocido por sus participaciones en cine y la televisión.

## Carrera
En 1988 apareció en Le Grand Bleu, donde dio vida a Roberto, la película fue protagonizada por Jean-Marc Barr y Jean Reno. En 1989 se unió al elenco de la serie Orages d'été, donde interpretó a Maxime Lambert, el hijo alcohólico de Emma Lambert (Annie Girardot) hasta el final de la serie en 1990.
En 1990 apareció en la película Nikita, donde interpretó al criminal Rico. En 1994 dio vida a Papá Noel en el cortometraje Le Père-Nöel de minuit.
En 2004 apareció como invitado en la última temporada de la serie francesa Les monos, donde dio vida a Lino. En 2009 interpretó a François, un agente de policía en la serie Action spéciale douanes.
En 2011 se unió como personaje recurrente de la serie Borgia, donde dio vida al cardenal  Guillaume Briconnet, hasta 2013. En 2015 se anunció que Marc se uniría a la segunda temporada de la popular serie Outlander, donde dio vida al monsieur Joseph Duverney, el ministro de finanzas del rey Louis XV.

## Filmografía

### Series de televisión
| Año         | Serie                            | Personaje            | Notas                                           |
| ----------- | -------------------------------- | -------------------- | ----------------------------------------------- |
| 2016        | Le juge est une femme            | Michel Jamin         | episodio "Mauvais genre"                        |
| 2016        | Outlander                        | Joseph Duverney      | 3 episodios                                     |
| 2015        | Caïn                             | Yann Barbet          | episodio "Rumeurs"                              |
| 2015        | L'homme de la situation          | Eric Saint-Sabin     | episodio "Irène"                                |
| 2015        | Napoleon: The Campaign of Russia | Napoleon             | 2 episodios - miniserie                         |
| 2015        | Section de recherches            | Fiscal               | 4 episodios                                     |
| 2014        | Metal Hurlant Chronicles         | King Targot          | episodio "Loyal Khondor"                        |
| 2013        | Marc Saint Georges: The Savior   | Henri Pessac         | episodio "The Shadow of My Enemy"               |
| 2011 - 2013 | Borgia                           | Guillaume Briconnet  | 6 episodios                                     |
| 2012        | Le sang de la vigne              | Marco Ferri          | episodio "Boire et déboire en Val de Loire"     |
| 2011 - 2012 | Week-end chez les Toquées        | Pierrot              | 5 episodios                                     |
| 2009 - 2011 | Les toqués                       | Pierrot              | 5 episodios                                     |
| 2009        | The Philanthropist               | Detective Collin     | episodio "Paris"                                |
| 2009        | Action spéciale douanes          | François             | 6 episodios                                     |
| 2007        | La légende des 3 clefs           | Simon                | miniserie                                       |
| 2006        | Jeff et Léo, flics et jumeaux    | -                    | episodio "Le dernier tango"                     |
| 2006        | Le proc                          | Comisionado Vecchia  | episodio "Contrat sur le proc"                  |
| 2005        | Une femme d'honneur              | Didier Marchand      | episodio "Un homme peut en cacher un autre"     |
| 2005        | Femmes de loi                    | Doctor Francoeur     | episodio "Héritage"                             |
| 2005        | Les monos                        | Lino                 | 2 episodios                                     |
| 2004        | Les Cordier, juge et flic        | Comisionado Berthier | episodio "Faux départ"                          |
| 2004        | Avocats & associés               | Marc Cayeux          | episodio "Enfance volée"                        |
| 2004        | Docteur Dassin, généraliste      | Denis Cholet         | episodio "Docteur Dassin, généraliste"          |
| 2000 - 2011 | Starhunter                       | Eric                 | 2 episodios                                     |
| 2000        | Le lycée                         | Antoine              | 6 episodios                                     |
| 1996        | L'instit                         | Marc                 | episodio "Demain dès l'aube"                    |
| 1996        | Dalziel and Pascoe               | Pierre Ferret        | episodio "An Advancement of Learning"           |
| 1993        | Maigret                          | Agnelot              | episodio "Maigret et les témoins récalcitrants" |
| 1990        | Le Lyonnais                      | Marc Lepetit         | episodio "La reine du fleuve"                   |
| 1989 - 1990 | Orages d'été                     | Maxime Lambert       | -                                               |

### Películas
| Año  | Título                 | Personaje               | Notas |
| ---- | ---------------------- | ----------------------- | --- |
| 1997 | Dobermann              | Inspector Baumann       | junto a Vincent Cassel, Tchéky Karyo, Monica Bellucci, Antoine Basler, Dominique Bettenfeld & Romain Duris |
| 1995 | El odio                | Inspector de Notre Dame | junto a Vincent Cassel, Hubert Koundé, Saïd Taghmaoui, Benoît Magimel & Abdel Ahmed Ghili                  |
| 1994 | Le Père-Nöel de minuit | Père Noël               | corto - junto a Alfred Manval & Jean-Yves Tual                                                             |
| 1990 | Nikita                 | Rico                    | junto a Anne Parillaud, Tchéky Karyo, Jeanne Moreau, Jean-Hugues Anglade & Jean Reno                       |
| 1988 | Le Grand Bleu          | Roberto                 | junto a Rosanna Arquette, Jean-Marc Barr, Jean Reno, Paul Shenar & Sergio Castellitto                      |

### Escritor
| Año         | Título                    | Notas            |
| ----------- | ------------------------- | ---------------- |
| 2015        | Vigilant: The Worst Enemy | escritor         |
| 2011 - 2012 | Cyrano de Bergerac        | obra - adaptador |

### Teatro
| Año              | Obra                                     | Personaje | Director (a)       | Teatro                                  | Notas                 |
| ---------------- | ---------------------------------------- | --------- | ------------------ | --------------------------------------- | --------------------- |
| 2014             | La Strada (Gelsomina)                    | -         | -                  | -                                       | -                     |
| 2014             | Angelo Tyran de Padoue                   | Angelo    | -                  | Théâtre National de Nice                | -                     |
| 2013             | La Mouette                               | Trigorine | -                  | -                                       | -                     |
| 2011 - 2012      | Cyrano de Bergerac                       | -         | Brigitte Rico      | Théâtre de Verdure                      | junto a Caroline Reva |
| 2004             | Mariage (en) blanc                       | -         | Pierre Santini     | Théâtre Mouffetard & Théâtre de l'Œuvre | -                     |
| 1999, 2000, 2002 | Juste la fin du monde                    | -         | Joël Jouanneau     | Théâtre de Nice & Théâtre Vidy-Lausanne | -                     |
| 1997             | Don Juan ou la mort qui fait le trottoir | -         | Jean-Luc Tardieu   | Théâtre de la Madeleine                 | -                     |
| 1994             | Les Grandes Personnes                    | -         | Jean-Michel Vanson | Théâtre de Poche Montparnasse           | -                     |

## Premios y nominaciones
| Año  | Categoría            | Premio      | Película | Resultado |
| ---- | -------------------- | ----------- | -------- | --------- |
| 1991 | Most Promising Actor | César Award | Nikita   | Nominado  |